# 金丸冨夫
金丸 冨夫（かなまる とみお、1896年2月24日 - 1994年4月16日）は、日本の鉄道官僚、政治家。参議院議員（2期）。日本通運社長及び会長。

## 経歴
大分県出身。1924年京都帝国大学法学部を卒業。同年鉄道省に入り、札幌鉄道管理局総務部長などを務め、1940年退官。同年、日本通運に入り、事業部長、門司支社長などを歴任し。1955年、社長に就任する。1959年の第5回参議院議員通常選挙において全国区から無所属で出馬して初当選。後に自由民主党に入る。翌1960年には日通会長に就任した。国会内では逓信、運輸、商工の各委員長を務め、第一次佐藤内閣で通商産業政務次官を務めた。
長年、運輸業界での産業安全普及推進に努め実績を積み振興に寄与した功労により1963年、藍綬褒章受章。1962年10月、大分県庁舎建築資金として10万円寄付により1964年4月4日紺綬褒章受章。1967年春の叙勲で勲二等旭日重光章受章（勲四等からの昇叙）。1971年に引退。
1994年4月16日死去、98歳。死没日をもって従四位から正四位に叙される。